# 国王陛下万歳
『国王陛下万歳』（こくおうへいかばんざい）または『神よ国王を守り給え』（かみよこくおうをまもりたまえ、God Save the King）は、多くの英連邦王国（旧イギリス帝国構成国・地域の一部）およびイギリス王室属領で使用されている賛歌（アンセム）である。
イギリスの君主が女王の際は『女王陛下万歳』（じょおうへいかばんざい）または『神よ女王を守り給え』（かみよじょおうをまもりたまえ、God Save The Queen）となる。
君主が国王（King：男性）か女王（Queen：女性）かによって、歌詞中のKingとQueen、him/hisやherが切り替わるという、他の国歌と大きく異なる特徴を持つ。メロディーは君主の性別で変化しない。
国王ジョージ2世在位の1745年9月に制定されて以来、グレートブリテン及び北アイルランド連合王国（イギリス）および同国海外領土の事実上の国歌である。イギリス国外においても、ニュージーランド（1977年 - ）では2つの国歌のうちの1つであり、オーストラリア（1984年 - ）およびカナダ（1980年 - ）、ジャマイカ、ツバル、マン島では王室歌（Royal Anthem）として、ジャージー、ガーンジー、マン島においても、イギリス王室属領の立場では公式な国歌として歌われている。
1745年9月（ジョージ2世） - 1837年6月20日（ウィリアム4世）、1901年1月22日（エドワード7世） - 1952年2月6日（ジョージ6世）、2022年9月8日 - 現在（チャールズ3世） にかけて、男性君主版である『国王陛下万歳』が歌われている。
1837年6月20日 - 1901年1月22日（ヴィクトリア女王）、1952年2月6日 - 2022年9月8日（エリザベス2世）まで、女性君主版である『女王陛下万歳』が歌われた。
行事などで歌唱される場合、通常は第1節のみ、もしくは第1節と第3節が歌われる。

## 概要
イギリスにおいて国歌として法律で制定されてはいないが、一般に国歌として広く認知されている。
なお、連合王国の構成国であるウェールズや北アイルランド、スコットランドでは独自の国歌を持ち、サッカーなどウェールズ、スコットランドが個別に代表を出しているスポーツの試合では、『国王陛下万歳』ではなく、それぞれの国歌が演奏され歌われる（ただし、いずれも法律上の定めはなし）。
かつてイギリス連邦諸国（旧イギリス帝国）でも国歌として採用されていたが、現在は公募などによって別の歌を国歌として採用している。
ニュージーランドでは、今日でも『神よニュージーランドを守り給え』とともに国歌のひとつである。
カナダ、オーストラリア、バハマ、ジャマイカ、マン島では王室歌（Royal Anthem）として採用されている。
イギリス連邦非構成国ではあるが、リヒテンシュタインでは同じ旋律を流用して独自の歌詞を乗せて国歌としている。歴史上では過去に、かつてのスイス、ドイツ帝国（現：ドイツ連邦共和国）、ザクセン王国（現：ドイツ、ザクセン州）、ロシア帝国（現：ロシア連邦）、アメリカ合衆国も同様であった。
動詞が三人称・単数・現在形で活用して「saves」とならず原形の「save」なのは、「神に対する加護の要請」を示す仮定法現在、いわゆる祈願文であるためである。
公式の場で斉唱する場合であっても、国王(女王)自身が歌唱することは一切ない。

## 歴史
少なくとも16世紀まで遡ることが出来るものの、あくまで君主を礼賛する歌であり国歌とは看做されていなかった。
国王ジョージ2世在位下、1744年にイングランド上陸に失敗した小僭王チャールズ・エドワード・ステュアートは、1745年に側近のみを引き連れてスコットランドに上陸した。ハイランド地方の氏族は小僭王の下に結集し、政府軍をプレストンパンズ（Prestonpans）において破り、以後ジャコバイトはイングランドへ向けて侵攻を開始した。ジャコバイトがイングランド中部ダービーまで南下してロンドンを脅かす中で、トマス・アーンは君主と国家の安寧を祈って「神よ、国王陛下を護り給え」を編曲した。
1745年9月28日、ドルリー・レーン王立劇場（Theatre Royal, Drury Lane）においてベン・ジョンソンの喜劇『錬金術師』（The Alchemist）終演後に公式に演奏され、以後ロンドン各地の劇場で演奏されるようになって爆発的に広まった。
ただし、以上はあくまで現在確認されている公式の初演の経緯であり、アーンが自ら作曲したとは考えられていない。1740年にヘンリー・ケアリーが作曲したという説もあれば、さらに遡って16世紀の聖書の詩句、賛美歌にその起源を求める声もある。そもそもイングランド起源ではなく、ジャコバイトの側の歌であり、フランスから輸入されたものだとする者もいる。
このように多くの研究があるものの、明確な起源は今なお判明していない。

## 歌詞
イギリスの君主に国王ではなく女王が在位している場合は、「King」の代わりに「Queen」を、「Father」の代わりに「Mother」を、「his/him」の代わりに「her」をそれぞれ用いる。また、男性君主の治世では3番の第6行の「"To sing with heart and voice"（声無きも声高きも歌ひぬ）」の部分が「"With heart and voice to sing"（歌ふ心で歌ふ声で）」となるとする主張があるが、王室の公式ウェブサイトでも"To sing with heart and voice"のまま変更されていない。ジョージ6世までの「God Save the King」でも"To sing with heart and voice"で歌われている。一方で、チャールズ3世の即位後に"With heart and voice to sing"で歌った例も存在する。
なお、エリザベス2世の崩御によりチャールズ3世が即位し、イギリス王位継承順位は「ウィリアム王太子（1位）→ジョージ王子（2位）」となっている。順当にこの順位で王位が継承されれば3代続いて男性君主の在位となり、この期間の国歌は「God Save the King（国王陛下万歳／神よ国王を守り給え）」となる。
これまでの君主の性別による国歌の変遷は、以下の通りである。
| 期間                                      | 国歌                                                        | 国王／女王                                          |
| ----------------------------------------- | ----------------------------------------------------------- | --------------------------------------------------- |
| 1745年9月 - 1837年6月20日 約91年9カ月間   | 「God Save the King」 （国王陛下万歳／神よ国王を守り給え）  | ジョージ2世→ジョージ3世→ジョージ4世→ウィリアム4世   |
| 1837年6月20日 - 1901年1月22日 63年216日間 | 「God Save the Queen」 （女王陛下万歳／神よ女王を守り給え） | ヴィクトリア                                        |
| 1901年1月22日 - 1952年2月6日 51年15日間   | 「God Save the King」                                       | エドワード7世→ジョージ5世→エドワード8世→ジョージ6世 |
| 1952年2月6日 - 2022年9月8日 70年214日間   | 「God Save the Queen」                                      | エリザベス2世                                       |
| 2022年9月8日 - 現在 2年185日間            | 「God Save the King」                                       | チャールズ3世                                       |

国歌として通常歌われるのは1節である。曲が短いために2コーラス歌われることがあるが、その場合、好戦的な2節ではなく、立憲君主制を想起させる3節が付け足される。2012年ロンドンオリンピックの開会式などでは1・3節が歌われた。BBCプロムスでは1・2節が歌唱される。
6番は、ジャコバイト蜂起の記憶が薄れイングランドとスコットランドの融合が進む中で、19世紀初頭にはほとんど歌われなくなった。近年になって「反逆せしスコットランド人を破らしめむ」という節がスコットランド住民を敵視するものだとして、6番を削除する案が一部議員から提出されているが、反対意見が多くまだまとまっていない。歌詞に出てくるウェイド元帥とはジャコバイト鎮圧やオーストリア継承戦争で活躍した軍人ジョージ・ウェイドのことである。
|    | 英語原詩 | 邦訳例 |
| -- | --- | --- |
| 1. | God save our gracious King, Long live our noble King, God save the King: Send him victorious, Happy and glorious, Long to reign over us, God save the King.                | おお神よ我らが慈悲深き国王/女王を守りたまへ 我らが気高き国王/女王よとこしへにあれ、 神よ国王/女王を守りたまへ： 君に勝利を 幸福を栄光をたまはせ 御世の長からむことを： 神よ国王/女王を守りたまへ |
| 2. | O Lord, our God, arise, Scatter his enemies, And make them fall Confound their politics, Frustrate their knavish tricks, On Thee our hopes we fix, God save us all         | おお主よ、神よ、立ち上がられよ 汝と君の敵を消散せしめたまへ そして彼等を打ち砕き給へ 。 彼等の策略を打ち破り、 姑息な罠を打ち破り給へ。 我等の望みは汝にあり。 神よ我らの全てを救い給へ          |
| 3. | Thy choicest gifts in store, On him be pleased to pour; Long may he reign: May he defend our laws, And ever give us cause To sing with heart and voice God save the King.  | 汝が選り抜ける進物の 君に喜びと注がれむことを； 御世の長からむことを： 我らが法を守りたまひ 絶えず理想を与へたまへ 声無きも声高きも謳ひぬ 神よ国王/女王を守りたまへ                              |
| 4. | Not in this land alone, But be God's mercies known, From shore to shore! Lord make the nations see, That us should indeed be, And form one family, The wide world over.    | 神の御慈悲は この御土のみでなく そのくまなきに知らるる! 主はこの御国に、この広き世界の 私たちが本当にそうあるべきであること、 全て人間は一つ兄弟たり、 一つ家族たることを知らしめす              |
| 5. | From every latent foe, From the assassins blow, God save the King! O'er him thine arm extend, For Britain's sake defend, Our father, prince and friend, God save the King! | 闇に潜みし敵より 暗殺者の魔の手より 神よ国王/女王を守りたまへ 君が上に汝が腕を広げ ブリテンが為に防がむ 我らが父/母にして君にして友 神よ国王/女王を守りたまへ                                    |
| 6. | Lord grant that Marshal Wade May by thy mighty aid Victory bring. May he sedition hush, And like a torrent rush, Rebellious Scots to crush. God save the King!             | 主はウェイド元帥をして その強き祐けにより 勝利をもたらしめむ 乱を制しめむ 轟々たる濁流の如くして 反逆せしスコットランド人を破らしめむ 神よ国王/女王を守りたまへ                                  |

## 編曲
歴史の長い曲であり、著名な作曲家たちによって編曲されている。
- ヨハン・クリスティアン・バッハ - 『6つのチェンバロ協奏曲』作品1の第6番ニ長調の最終楽章に、この曲のメロディーを変奏曲仕立てにしている。
- ルートヴィヒ・ヴァン・ベートーヴェン - この曲を主題にした変奏曲（ピアノ曲）を作曲している。また、交響曲「ウェリントンの勝利」においても引用している。
- フランツ・リスト - この曲を編曲している。
- ニコロ・パガニーニ - この曲を主題にしたヴァイオリン独奏による変奏曲や、管弦楽伴奏付きのヴァイオリン曲（Maestosa suonata sentimentale）を作曲している。
- クロード・ドビュッシー - 『前奏曲集 第2巻』の「ピクウィック殿をたたえて」の中で、この曲を引用している。
- エドワード・エルガー - この曲を管弦楽編曲している。
- ベンジャミン・ブリテン - この曲を管弦楽編曲している。BBCプロムスで演奏されることがある。
- チャールズ・アイヴズ - この曲を主題にした変奏曲（オルガン曲）を作曲している。

## その他
- ハイドンは、この曲に啓発され、「皇帝讃歌」を1796年に作曲した。これはかつてのオーストリア国歌で、現在のドイツ国歌。
- セックス・ピストルズは、この曲を揶揄して同名の曲「ゴッド・セイヴ・ザ・クイーン」を作った。1977年、エリザベス2世即位25周年式典の日にテムズ川のボートでゲリラライヴを行い、歌詞が異なる「ゴッド・セイヴ・ザ・クイーン」を演奏し逮捕された。
- イギリスのバンドであるクイーンは、アルバム『オペラ座の夜』で、最後の12曲目に国歌「ゴッド・セイヴ・ザ・クイーン」を演奏している。編曲はメンバーのギタリスト、ブライアン・メイであり、メイのエレキギター演奏を多重録音したオーケストレーション。オペラや劇場の終演時にその国の国歌を演奏するという慣習に着想を得て、アルバムの題に合わせたもので、クイーンはこのアルバムの発表前後からライブの締めくくりとして毎回演奏した。この曲を演奏する際、ボーカルのフレディ・マーキュリーがキングの格好でステージに登場することもあった。メイはエリザベス2世の即位50周年記念式典に出演した際、バッキンガム宮殿の屋上で「ゴッド・セイヴ・ザ・クイーン」をギター演奏した。
- 映画『ウエスト・サイド物語』では、シャーク団がジェット団との喧嘩の申し合いの後でドックの店から出て行くとき、この曲を口笛で吹く。
- ジミ・ヘンドリックスは、1970年のワイト島フェスティバルにてこの曲をエレキギターで演奏した。
- コモンウェルスゲームズでは、この曲はイギリス連邦歌とされるため、イングランド国歌には「ルール・ブリタニア」を使用する。
- ビートルズは、1969年のルーフトップ・コンサートで「女王陛下万歳」を演奏した。
- 「"save"」が活用して「"saves"」とならない理由について、命令法であると解釈されることがあるが、正しくは仮定法現在であり、接続法の独立文が祈願を表す代表例である。日本語においても「神が国王を救わんことを」「神が国王を救いますように」というように、従属節を独立文とすることで祈願を表すため、この点は英語とよく似ている。なお、セックス・ピストルズの同名の曲は「神よ、女王を助けてやれ」という命令形と解される。

## 批判
この国歌についてイギリス国内では、宗教的にはキリスト教国として神を信じる内容であること、政治的には君主制を正当化する内容であること、戦争の賛美をイメージさせることなどを指摘され、国歌の変更を求める声がある。2008年8月27日、イギリスの主要紙ガーディアンは「時代遅れの God Save The Queen を遂に破棄する時である」として英国政府、英国王室を批判した。
2015年9月15日にセント・ポール大聖堂で行われたバトル・オブ・ブリテン75周年の追悼式では労働党党首のジェレミー・コービンが国歌斉唱の際に一切歌わなかった。